# Continental Hotel and Casino
Continental Hotel and Casino – hotel i kasyno, działający w przeszłości w Las Vegas, w amerykańskim stanie Nevada.
W skład obiektu wchodził hotel z 400 pokojami, kasyno o powierzchni 4.600 m², centrum zakładów sportowych i 2 restauracje. 

## Historia
Continental został otwarty w 1979 roku. W 1996 roku obiekt został wykupiony przez Crowne Ventures za 36.7 milionów dolarów, jednak już trzy lata później jego nowym właścicielem została korporacja E-T-T Gaming. E-T-T zamknęła hotel, poddając go gruntownym renowacjom. Łączny koszt transakcji i modernizacji wyniósł 65 milionów dolarów. Ed Herbst, stojący na czele E-T-T, powiedział, że celem tych zmian „było nakierowanie obiektu na lokalnych mieszkańców Las Vegas, podobnie jak robią to kasyna Gold Coast i The Orleans”.
W 2000 roku obiekt został otwarty ponownie, pod nową nazwą – Terrible’s Hotel and Casino.